# Panino (Oblast' di Voronež)
Panino (in russo Панино?) è un insediamento di tipo urbano della Russia europea nell'oblast' di Voronež. È il centro amministrativo del rajon Paninskij.
Si trova 65 km a est di Voronež.